# Jüdische Stimme für gerechten Frieden in Nahost

Logo der Jüdischen Stimme für gerechten Frieden in Nahost

Jüdische Stimme für gerechten Frieden in Nahost – EJJP Deutschland e. V. ist ein Verein mit Sitz in Berlin. Der Verein ist Mitglied und deutsche Sektion der Föderation European Jews for a Just Peace und will „über die Notwendigkeit und Möglichkeit eines gerechten Friedens zwischen Palästina und Israel informieren“. Der Verein sieht den Zionismus als „rassistische, kolonialistische und militaristische Ideologie“.
Laut dem Bericht des Internationalen Instituts für Bildung, Sozial- und Antisemitismusforschung (IIBSA) aus dem Jahr 2024 finden sich zahlreiche Belege, dass der Verein „insbesondere den israelischen Staat dämonisiert und delegitimiert“. Das Bundesamt für Verfassungsschutz rechnet sie dem „auslandsbezogenen Extremismus“ zu. Die Mitgliederzahl ist nicht bekannt, der Tagesspiegel bezeichnet den Verein als „Kleinstgruppe“. Der Verein selbst beantwortet Fragen hierzu nicht; auf Instagram hatte der Verein zum Stand Oktober 2024 etwa 60.000 Abonnenten.

## Geschichte
Die Jüdische Stimme für gerechten Frieden in Nahost wurde am 9. November 2003 von Fanny-Michaela Reisin, Michal Kaiser-Livne und acht weiteren Personen gegründet. Am 21. Oktober 2007 wurde die Organisation unter Beteiligung von Evelyn Hecht-Galinski als Verein eingetragen. Die israelische Jüdin und damalige Vorsitzende Iris Hefets beklagte 2009 in der taz, dass die „meisten Medien in Deutschland […] im Nahost-Konflikt die israelische Position“ verbreiten würden. Andere Stimmen würden ignoriert. In einem Interview im Kölner Stadt-Anzeiger sagte sie 2009, dass Israelis „in Augenhöhe“ mit den Palästinensern sprechen müssten. „Politik macht man leider auch mit Feinden, ich hätte auch lieber jemand anders als die Hamas.“
Am 28. September 2010 organisierten der Verein und die britische Gruppe Jews for Justice for Palestinians die Fahrt eines Hilfsgüterschiffs zum Gazastreifen. Das Schiff wurde vom israelischen Militär in internationalen Gewässern gestoppt und in einen israelischen Hafen geschleppt.
In einer Stellungnahme im Jahr 2011 gaben die Mitglieder an, sie hätten sich „entschieden, dem Ruf der palästinensischen Zivilgesellschaft nach ökonomischem Boykott zu folgen“. Ökonomischer Druck sei die beste Methode, „diejenigen zu irritieren, die durch die Besatzung der palästinensischen Länder, durch die Diskriminierung gegen die Palästinenser und durch die Verweigerung deren Rückkehrrechte profitieren.“ Sie forderten den Boykott von Produkten aus ganz Israel und die Rückkehr aller Palästinenser.
Im Jahr 2014 bezeichnete Jüdische Stimme den Zionismus als „eine rassistische, kolonialistische und militaristische Ideologie aus dem 19. Jahrhundert, die schon längst auf den Müllhaufen der Geschichte gehört“.
Zur Leipziger Buchmesse 2015 rief die deutsche Sektion zum „Boykott aller pro-israelischen Veranstaltungen“ auf; Israel war 2015 Gastland der Buchmesse.
Die Bank für Sozialwirtschaft kündigte erstmals im Jahr 2016 das Bankkonto des Vereins, weil der Verein die Boycott, Divestment and Sanctions-Kampagne (BDS) unterstützte; nach einer zwischenzeitlichen Revidierung dieser Entscheidung kündigte die Bank im Juni 2019 abermals das Konto.
Im Jahr 2019 wurde dem Verein der Göttinger Friedenspreis verliehen. Die Verleihung war von öffentlichen Kontroversen in Bezug auf das Verhältnis des Vereins zur BDS-Kampagne begleitet. Die Universität Göttingen, die Stadt Göttingen und die Sparkasse Göttingen hatten deshalb ihre Unterstützung zurückgezogen. Die Preisverleihung wurde von Protesten begleitet; auch der Zentralrat der Juden in Deutschland protestierte gegen die Preisverleihung. Felix Klein, Beauftragter der Bundesregierung für jüdisches Leben in Deutschland und den Kampf gegen Antisemitismus, schrieb in der taz, ihm sei zum Zeitpunkt der Verleihung „keine Aktion bekannt, durch die die Jüdische Stimme in konstruktiver Weise zu einer wirklichen Verständigung der Konfliktparteien im Nahen Osten beigetragen oder ausgleichend auf sie eingewirkt hätte.“ Vielmehr erweise sie „durch die Unterstützung der antisemitischen BDS-Bewegung [...] den berechtigten Anliegen der Palästinenser einen Bärendienst und behindere die Suche nach einer Lösung im israelisch-palästinensischen Streit.“
Im Oktober 2023 verglich Jüdische Stimme den Terror-Angriff der Hamas vom 7. Oktober 2023 mit einem „Gefängnisausbruch“ der Palästinenser. Im selben Monat kündigte das Jüdische Museum Berlin das Vertragsverhältnis als Museumsführerin mit Udi Raz, einer der Vorstände von Jüdische Stimme, weil diese Israel in ihren Führungen der Apartheid bezichtigte.
Im November 2023 drohte der Berliner Senat dem Kulturzentrum Oyoun die Förderung zu entziehen, da es der Jüdischen Stimme Räume zur Verfügung gestellt hatte; die bis Ende 2023 bewilligte Förderung wurde nicht verlängert. Am 27. März 2024 meldete die Jüdische Stimme auf ihrer Website, dass die Berliner Sparkasse ihr das Konto gesperrt habe.
Das Internationale Institut für Bildung, Sozial- und Antisemitismusforschung (IIBSA) mit Sitz in Berlin veröffentlichte im März 2024 den Bericht Der Verein ‚Jüdische Stimme für gerechten Frieden‘. Das IIBSA bemerkt darin über den Verein:

„Der Verein ‚Jüdische Stimme für einen gerechten Frieden in Nahost – EJJP Deutschland e. V.‘ (im Folgenden Verein ‚Jüdische Stimme‘ oder ‚Jüdische Stimme‘) versucht, sich medial als Stimme zahlreicher Juden und Jüdinnen zu inszenieren, denen vorgeblich nur an Frieden zwischen Israel und den Palästinensern gelegen sei. Doch schaut man auf ihre Demonstrationen, ihre Statements und ihre Social-Media-Auftritte, zeigt sich ein anderes Bild. Es finden sich zahlreiche Belege, dass dieser Verein insbesondere den israelischen Staat dämonisiert und delegitimiert.“

Ein im April 2024 von der Jüdischen Stimme in Berlin mitorganisierter „Palästina-Kongress“ wurde nach zwei Stunden polizeilich aufgelöst. Im Vorfeld der Veranstaltung regte der Antisemitismus-Beauftragte Felix Klein eine Prüfung der Gemeinnützigkeit an, weil der Verein „bereits in der Vergangenheit antisemitische und israelfeindliche Narrative verbreitet“ habe.
Am 3. Juli 2024 veröffentlichte die Jüdische Stimme auf ihrer Webseite unter der Überschrift „Unsere Antworten auf Fragen der Jüdischen Allgemeinen“ eine Antwort auf die Fragen des Journalisten Martin Niewendick zur Geschichte, Finanzierung und Kooperationspartnern der Jüdischen Stimme. Eine Frage zur Mitgliederzahl beantworteten sie jedoch unkonkret.
Zu einer Solidaritätsdemonstration für Palästina am 7. Oktober 2024 in Berlin mit dem Motto Glory to the resistance rief u. a. auch die Jüdische Stimme auf. Auf Nachfrage der taz wollte sich ein Vorstandsmitglied nicht äußern, ob man mit diesem Motto, am Jahrestag des Hamas-Massakers, nicht den Terror verherrliche.
Im Verfassungsschutzbericht 2024 bewertet das Bundesamt für Verfassungsschutz die Jüdische Stimme als gesichert extremistische Bestrebung. Während sie vordergründig die Vollziehung der Zweistaatenlösung fordere, befürworte sie direkt oder verklausuliert den Terrorismus von Hamas, PIJ und PFLP und bezeichne den Terrorangriff vom 7. Oktober 2023 als legitimen „Akt des Widerstands“. Die Jüdische Stimme sei Teil des antiimperialistischen und propalästinensischen „Kufiya-Netzwerks“, in dem sich linksextremistische Gruppen wie die Deutsche Kommunistische Partei, Gruppen aus dem Spektrum des auslandsbezogenen Extremismus wie die Jüdische Stimme sowie nicht extremistische Gruppen organisieren würden.

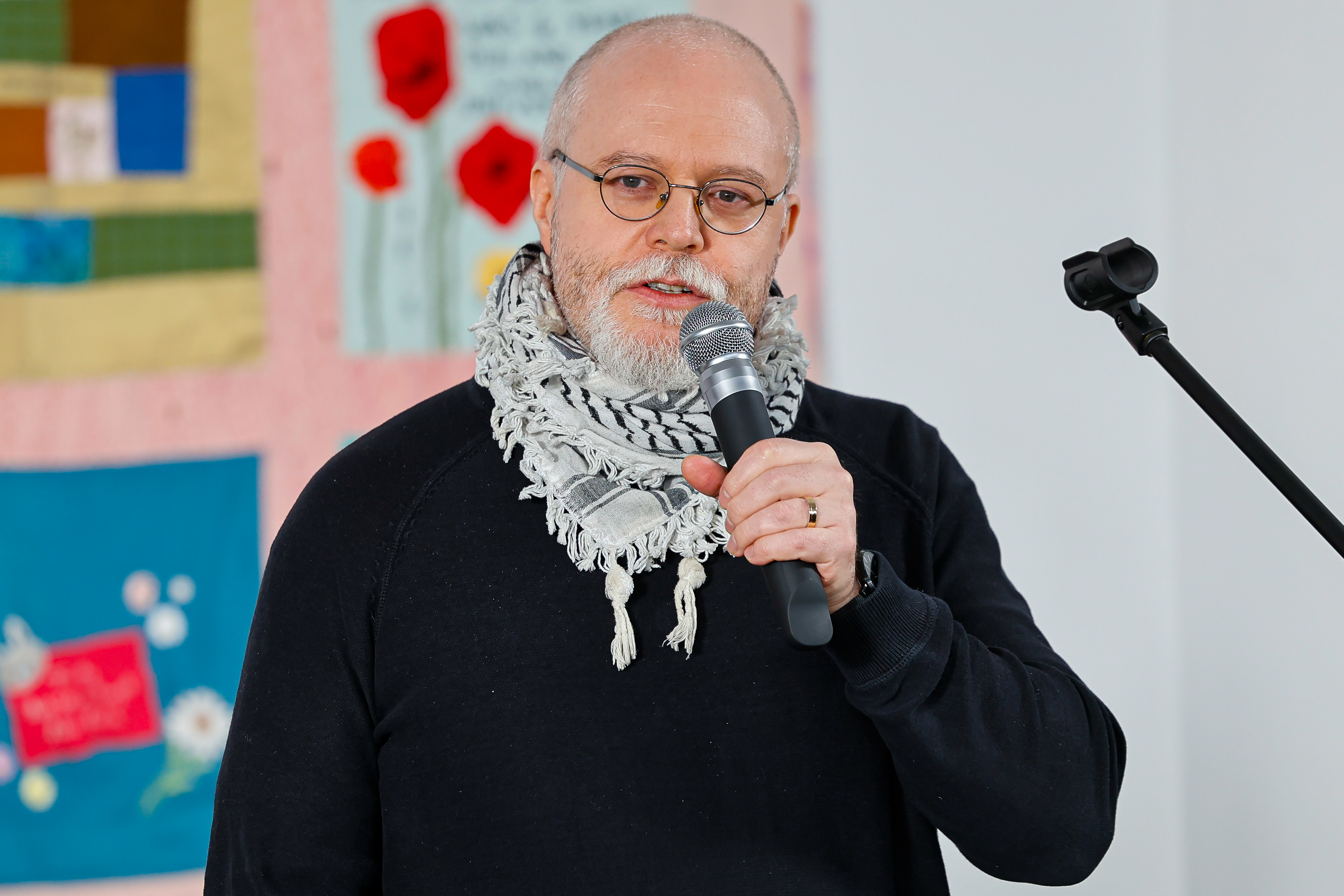
Wieland Hoban (Vorsitzender) 2025

## Vorstand
Nach eigenen Angaben waren im Mai 2025 Wieland Hoban (Vorsitzender), Iris Hefets (stellvertretende Vorsitzende), Udi Raz (Schriftführerin), Michal Kaiser-Livne und Emily Weingarten Mitglieder des Vorstands.
Ehemalige Vorsitzende der Jüdischen Stimme sind Fanny Michaela Reisin, Judith Bernstein, Ruth Fruchtman, Rolf Verleger, Michal Kaiser-Livne und Iris Hefets.